# Koralówka zwiędła
Koralówka zwiędła (Phaeoclavulina flaccida (Fr.) Giachini) – gatunek grzybów z rodziny siatkoblaszkowatych (Gomphaceae).

## Systematyka i nazewnictwo
Pozycja w klasyfikacji: Gomphaceae, Gomphales, Phallomycetidae, Agaricomycetes, Agaricomycotina, Basidiomycota, Fungi (według Index Fungorum).
Po raz pierwszy opisał go w 1821 r. Elias Fries, nadając mu nazwę Clavaria flaccida. Obecną nazwę nadał mu Admir J. Giachini w 2011 r.
Synonimów naukowych ma 12. Niektóre z nich:

- Clavariella flaccida (Fr.) P. Karst. 1881
- Phaeoclavulina flaccida (Fr.) Giachini 2011
- Ramaria flaccida (Fr.) Bourdot 1898
- Ramaria crispula (Fr.) Quél. 1888[2].

Nazwę polską podał Władysław Wojewoda w 2003 r. dla synonimu Ramaria flaccida. Jest niespójna z aktualną nazwą naukową.

## Morfologia
Owocnik
Wielokrotnie rozgałęziony, dość wysmukły, z licznymi pionowo wyprostowanymi odgałęzieniami o cienkich, bardzo krótkich zakończeniach; jednolicie ochrowy; do 4 cm szerokości i takiej samej wysokości.
Miąższ
Biały; smak gorzki

## Występowanie i siedlisko
Koralówka zwiędła jest notowana w Ameryce Północnej, Europie, Australii, Japonii i Argentynie. Na terenie Polski notowana była w 1904, 1910 i 1953 r. Według W. Wojewody w Polsce jest gatunkiem wymarłym
Rośnie gromadnie w lasach iglastych, przede wszystkim pod sosnami i świerkami, przeważnie w młodnikach.

## Gatunki podobne
Poza koralówką groniastą (Ramaria botrytis) można także znaleźć stare okazy bardzo podobnej i trującej koralówki strojnej (Ramaria formosa) W bukowych lasach występuje bardziej ochrowa koralówka żółta (Ramaria flava) nigdy niemająca odgałęzień o liliowo zabarwionych szczytach.